# حمد آل طوق
حمد عيسى آل طوق (16 يونيو 1985) لاعب كرة قدم بحريني يلعب حاليا لصالح نادي الدرجة الأولى سترة البحريني في مركز الظهير الأيمن من 2003 كما يجيد اللعب في مركز الظهير الأيسر.